# A kezdet (A rejtély)
A kezdet (Pilot) A rejtély című amerikai sorozat első, kb. 80 perc hosszú epizódja. 2008. szeptember 9-én került először adásba az amerikai FOX csatornán. Magyarországon az RTL Klub vetítette először 2009. március 3-án.
A sorozat 3 legfontosabb szereplője Olivia Dunham (Anna Torv), Peter Bishop (Joshua Jackson) és Walter Bishop (John Noble). Olivia Dunham az FBI egyik különleges ügynöke, aki egy rejtélyes terrortámadás és a társa megfertőződése kapcsán folytat nyomozást, és ekkor szerez tudomást Walter Bishopról, aki az ún. áltudományokkal foglalkozott, de 17 éve elmegyógyintézetbe került. Mivel elrendelték, hogy csak a közvetlen hozzátartozói látogathatják, Olivia felkeresi a fiát, Peter Bishopot, és ráveszi, hogy segítsen neki...

## Elkészítés, premier
Az epizódot J. J. Abrams, Alex Kurtzman és Roberto Orci írta, és Alex Graves rendezte. Bár nagyrészt Bostonban és környékén játszódik, mégsem itt, hanem Torontóban forgatták. Elkészítése 10 millió dollárba került, vagyis ez volt az egyik legdrágább „pilot”-epizód a televíziózás történetében.
Televíziós bemutatása előtt három hónappal, 2008 júniusában kiszivárgott a BitTorrent-oldalakra. Voltak olyan vélemények, hogy ez szándékosan történt az érdeklődés növelése érdekében, de a sorozat készítői cáfolták. Első adásba kerülésekor Amerikában 9,13 millióan nézték meg, és a kritikusok is jól fogadták.

## Cselekmény
|  | Alább a cselekmény részletei következnek! |

A Hamburgból Bostonba tartó 627-es repülőjáraton elszabadul a pokol: miután egy utas inzulininjekciót ad be magának, megfertőződik egy vírussal, amelynek következtében szinte elbomlik rajta a bőre, majd a repülőgép összes utasa így jár. A repülő a robotpilóta-rendszere segítségével leszáll a bostoni Logan Repülőtéren, majd az FBI három ügynöke (Olivia Dunham, Charlie Francis és John Scott) védőfelszerelésben bemegy és átvizsgálja a gépet, ahol már csak csontvázakat találnak. Később a Járványügyi Hatóság emberei felgyújtják a gépet, hogy megakadályozzák a vírus elterjedését. Mindenki terrortámadásra gyanakszik.

A vírussal megfertőződött Scott ügynök

Miután a rendőrség hívást kap egy chelsea-i veszélyesanyag-raktár biztonsági őrétől, aki „gyanús alakokat látott”, Broyles ügynök elküldi Oliviát és a társát, John Scottot, hogy nézzenek utána. Miközben átkutatják az épületet, John észrevesz egy férfit, és üldözőbe veszi. Az azonban hirtelen felrobbantja a raktárat; Scott ügynököt elérik a lángok, Oliviát csak a robbanás ereje löki hátra, s elájul. A kórházban tér magához, ahol látja, hogy társa ugyanazzal az anyaggal fertőződött meg, amivel a repülő utasai. Mesterséges kómában tartják, hogy a folyamatot lassítsák.
Olivia nem nyugszik bele, hogy elveszítse Johnt, mert ő nem csak a társa, hanem titokban viszonyuk is van egymással. Az FBI adatbázisában kutatva rátalál dr. Walter Bishopra, aki a Harvardon és az Oxfordon kapott mesterképzést, és az ún. áltudományokkal foglalkozott. Olivia felismeri, hogy ez a tudós az egyetlen esélye, de mivel Waltert 1991-ben bezárták a St. Claire Elmegyógyintézetbe, és elrendelték, hogy csak a közvetlen hozzátartozói látogathatják, meg kell keresnie a fiát, Peter Bishopot, és rá kell vennie, hogy segítsen. Olivia szavai szerint Peter „egy igazi bajkeverő”: már a gimnáziumból is kimaradt 190-es IQ-ja miatt, később egyetemi diplomát hamisított magának. Bagdadban találnak rá, de neki először esze ágában sincs segíteni: látni sem akarja az apját. Azonban miután Olivia megfenyegeti, hogy tud róla mindent, és ezt mások is megtudhatják, Peter kénytelen vele menni. A srác nem érti, mit akarnak az apjától, hiszen eddig úgy tudta, hogy egy fogkrémgyártó cégnek dolgozott; csak most tudja meg az igazságot Oliviától, mi is volt az apja igazi munkája.
Először Olivia beszél Walterrel, aki azt mondja neki, meg tudja gyógyítani a társát, de ahhoz meg kell vizsgálnia őt, amihez ugye ki kell jutnia az intézetből. Egy újabb fenyegetésnek köszönhetően Peter elvállalja az apja gyámságát, így kihozzák Waltert az elmegyógyintézetből, aki útközben arról mesél, hogy valaha együtt dolgozott William Bellel, a Massive Dynamic alapítójával, ami a világ egyik legnagyobb és legbefolyásosabb vállalata. Olivia arra kéri Charlie-t, intézze el neki, hogy kihallgathassa Bellt. Walter ezután megvizsgálja Scott ügynököt, és mintát vesz a bőréből. Szeretne elmenni a laborjába, amely a Harvard alagsorában volt, de amikor megtudja, hogy már bezárták, őrjöngeni kezd. Broyles ügynök közbenjárására újra megnyitják a laboratóriumot. Walter örömmel lép be, és sejtelmesen megjegyzi: „Annyi minden történt itt... És még sok minden fog!” Walter kívánsága szerint újra berendezik a labort, aki még egy tehenet is bevitet.
Dr. Bishop azt mondja, hogy csak akkor tud segíteni Scott ügynökön, ha kap egy listát a felrobbantott laborban tárolt anyagokról, hiszen tudnia kell, mi fertőzte meg. Olivia szerint azonban minden feljegyzés megsemmisült, a gyanúsított pedig, aki tudhatja, elmenekült, és csak John látta őt. Walter erre egy meglehetősen fura ötlettel áll elő: álommegosztás. Oliviát befektetik az érzékelhagyó-tartályba, s különböző gyógyszerek és elektromágneses eszközök segítségével összehangolják a tudatát Johnéval, ami által beszélhet vele, és még akár az emlékeibe is beleláthat. A kísérlet sikerül: Olivia beszél Johnnal, és látja a férfi arcát, akit üldözött. Kiderül, hogy ő a 627-es járat egyik áldozatának az ikertestvére, akit az epizód elején láthattunk, miközben inzulint adott be magának – tehát abból terjedhetett el a vírus a gépen. A férfi neve Richard Steig, utolsó munkahelye a Massive Dynamic. Olivia ezért beszél a vállalat ügyvezető igazgatójával, Nina Sharppal, aki elmondja, hogy Steiget azért bocsátották el, mert titkos anyagokat próbált kicsempészni. Amikor William Bell szóba kerül, Nina megmutatja a robotkarját is, amelyet dr. Bell készített neki, amikor rák miatt elveszítette a karját.
Olivia megtudja Steig lakcímét, az FBI emberei át is kutatják a lakását, de ott nem találják. A kocsiban ülő Peter veszi észre a menekülő férfit, és sikerül utolérnie és elkapnia. A vallatásnál ismét Peter az, aki sikerrel jár, és ráveszi Steiget, hogy írjon egy listát a laborban tárolt anyagokról. Walternek ez alapján sikerül előállítania az ellenszert, így John meggyógyul. Amikor Olivia újra beszél Steiggel, ő azt állítja, az FBI emberei közül dolgozik valakinek, aki megfenyegette őt, és ezt bizonyítani is tudja egy magnószalaggal, amelyet elrejtett. Amikor Olivia meghallgatja a szalagot, azon Steig a társával, John Scott-tal beszél.
Scott eközben a kórházban megfojtja Steiget, majd menekülni kezd. Amikor Olivia odaér, látja őt az autójában, s üldözőbe veszi. John balesetet szenved, és Olivia karjaiban hal meg.
Az epizód végén Olivia maradásra bírja Petert, és eközben John Scott holttestét láthatjuk a Massive Dynamicnél, amint Nina ezt az utasítást adja az egyik alkalmazottjának: „Kérdezzék ki!”
|  | Itt a vége a cselekmény részletezésének! |

## Szereplők
- Kirk Acevedo és Mark Valley voltak azok, akiket elsőként választottak a szereplőgárdába Charlie Francis és John Scott FBI-ügynökök szerepére.
- Ezután következett a Walter Bishopot alakító John Noble, és Lance Reddick, Phillip Broyles különleges ügynök megszemélyesítője.[5]
- A három női főszereplőt alakító színészeket ezután választották ki: Anna Torvot Olivia Dunham, a sorozat központi karakterének szerepére, az Astrid Farnsworth-öt alakító Jasika Nicole-t és Blair Brownt, aki a robotkarral rendelkező Nina Sharp szerepét játssza.
- Joshua Jackson volt az utolsó, aki Peter Bishop megszemélyesítőjeként csatlakozott a szereplőgárdához.[6]

## Érdekességek
- Az epizód magyar címe Walter szavaira utal, aki szerint ami a repülőgépen történt, az csak a kezdet.
- A főcímben – ahogyan mindig – található egy easter egg: lassítva egy nagyon rövid ideig látható az „Observers are here” felirat, amelynek jelentése: „a Megfigyelők itt vannak”. Ők kopasz, öltönyben járó emberek, akik jelen vannak a fontos eseményeknél, és mint a nevük is mutatja, megfigyelnek. Először a 4. epizódban kapnak fontos szerepet.
- Minden epizódban látható az egyik megfigyelő – September – egy rövid ideig, úgynevezett cameoszerepben. Ebben a részben Archiválva 2013. március 5-i dátummal a Wayback Machine-ben a Massive Dynamic épülete előtt sétál el.[7]
- Minden epizódban a jelenetek között különböző szimbólumokat láthatunk, amelyek egy-egy betűnek felelnek meg, és összeolvasva egy szót alkotnak. Ebben a részben a szimbólumok az „OBSERVER”, vagyis „MEGFIGYELŐ” szót adják ki.[7]
- Az egyik szimbólum, a falevél látható a rész végén a Massive Dynamic épületében.
- Az epizódban több utalás is található J. J. Abrams előző sorozatára, a Lostra.
  - A sorozat egy repülőgépen kezdődik.
  - Morgan Steig ülésének száma a 108-as. Ez a szám fontos szerepet tölt be a Lost mitológiájában.
  - Peter azt mondja Oliviának: „Az apámat akarta, és megkapta tőlem. Erre szokták azt mondani, hogy vigyázz, mit kívánsz!” A második mondat ugyanaz, amit Kate mondott Sunnak a Lost Szív és ész című epizódjában.[8]